# Mongolisk korttålärka
Mongolisk korttålärka (Calandrella dukhunensis) är en nyligen urskiljd fågelart i familjen lärkor inom ordningen tättingar.

## Utseende och läten
Mongolisk korttålärka är en 15 cm lång lärka som i mycket liknar korttålärkan (C. brachydactyla), framför allt dess västligaste underart longipennis. Den mongoliska korttålärkan har dock längre vingar, kortare näbb, ett brungult halsband och mer streckad undersida. Vidare skiljer sig sången, som hos denna art påminner om trädlärkans.

## Utbredning och systematik
Mongolisk korttålärka häckar i centrala och östra Mongoliet, möjligen även i intilliggande Kina. Arten har rapporterats i Kina österut till Liaoning, men häckning har inte bekräftats och de flesta eller alla fynd kan utgöra flyttande fåglar. Under flytten har den också observerats i norra Myanmar. Arten övervintrar i centrala och södra Indien. Ett bekräftat fynd finns från Israel.

### Artstatus
Tidigare behandlades den som underart till korttålärkan, men genetiska studier visar att dess närmsta släkting istället är tibetansk korttålärka (C. acutirostris) och urskiljs därför numera som egen art. Den behandlas som monotypisk, det vill säga att den inte delas in i några underarter.

## Levnadssätt
Fågeln häckar på saltslätter, i halvöken och torr stäpp, ofta på hög höjd. Det råder kunskapsbrist om både dess föda och födosökningsbeteende, men tros inte skilja sig nämnvärt från korttålärkans. En sentida studie visar att arten lägger mellan slutet av maj och början av juli.

## Status
Artens population har inte uppskattats och dess populationstrend är okänd, men utbredningsområdet är relativt stort. Internationella naturvårdsunionen IUCN anser inte att den är hotad och placerar den därför i kategorin livskraftig.

## Namn
Fågelns vetenskapliga artnamn syftar på Dukhun eller Deccan, den stora platåregionen i södra Indien.